# Eduard von Michael
Eduard Michael, ab 1862 von Michael, (* 6. Januar 1805 in Sachsa; † 19. Februar 1874 in Sondershausen) war ein deutscher Forstmann.

## Leben
Michael absolvierte das Gymnasium von Nordhausen und anschließend bis 1823 die Bergakademie Clausthal. Er kam in den schwarzburg-sondershausischen Forstdienst, in dem er bis zu seinem Tod 1874 verblieb. Er wurde wenige Zeit nach seinem Eintritt zum Forstrat ernannt und bekam 1836 das ganze Forsteinrichtungswesen übertragen. Am 22. Januar 1838 wurde er zum Oberforstrat befördert, am 8. Januar 1850 zum Vortragenden Rat im Ministerium, wobei ihm dabei die Leitung des Forstwesens übertragen wurde. 1855 bekam er zudem die Direktion der gesamten Landesvermessung anvertraut. Am 2. Oktober 1862 rückte er schließlich in den Rang eines Abteilungsvorstands im Ministerium auf. Daneben war er bis 1872 lange Jahre Präsident des Thüringer Forstvereins und bemühte sich um dessen Veröffentlichungen.
Michael brachte die Landesvermessung im Fürstentum voran und reformierte das Forstwesen grundlegend. Außerdem vermittelte seine Erfahrungen an diverse ausländische Hospitanten. Zentrale Aspekte waren die Erschließung der Wälder durch ein Wegenetz, die Anlage der Wälder nach einer Fachwerksmethode sowie die Reduktion des Wildbestands. Die von ihm aufgestellten Wirtschaftspläne waren bis zur Zeit des Ersten Weltkriegs in Verwendung.

## Ehrungen
- 26. September 1858: Titel Oberforstmeister
- 1862: Sankt-Stanislaus-Orden II. Klasse mit Stern, verbunden mit dem russischen Dienstadel für die Betreuung russischer Ingenieure (Nobilitierung)
- 18. November 1873: Titel Oberlandforstmeister
- Preußischer Kronenorden II. Klasse.
- Großkomturkreuz des Oldenburgischen Haus- und Verdienstordens des Herzogs Peter Friedrich Ludwig
- Ehrenkreuz von Schwarzburg 1. Klasse.